# 기쿠나 기념병원

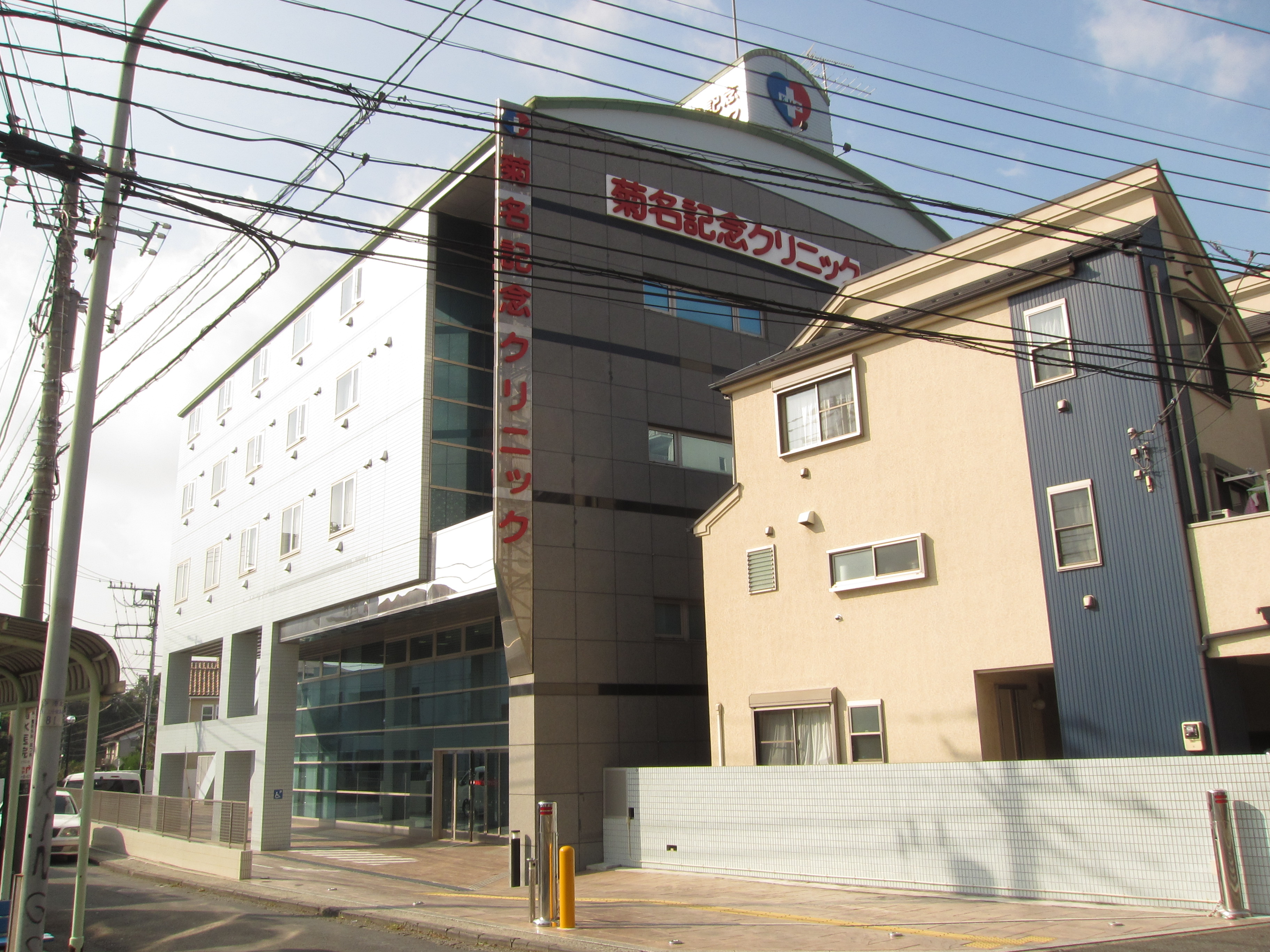
기쿠나 기념병원 클리닉

기쿠나 기념병원(일본어: 菊名記念病院 기쿠나키넨뵤인[*])는 요코하마시 고호쿠구에 위치한 병원이다.